# Nicolaus Campanius
Nicolaus Campanius, född 1593 i Gävle, död 15 september 1624 i Stockholm, var en svensk katolsk konvertit.
Under sina studier vid tyska universitet konverterade Campanius till katolicismen och hamnade vid jesuitiska läroanstalter, och verkade även bland landsflyktiga svenskar i Polen, och fick även understöd av kung Sigismund 1616–1617. Han återvände dock därefter till Sverige, och lyckades dölja sin katolska tro, och blev rektor i Enköping. I samband med räfsten 1624 avslöjades dock Campanius förehavanden i Polen, och han dömdes till döden och avrättades.